# Sten Ebbesen
Sten Ebbesen (* 1946) ist ein dänischer Altphilologe, Mediävist, Linguist und Philosophiehistoriker. 
Ebbesen studierte Altphilologie unter anderem bei Johnny Christensen (Abschluss 1972) und neugriechische Sprache und Literatur (Abschluss 1968) in Kopenhagen und Saloniki. 1981 wurde er an der Universität Kopenhagen promoviert. Ab 1972 ist er am Institut für Griechische und Lateinische Mittelalterliche Philologie der Universität Kopenhagen und dessen Nachfolgeinstituten (Institut für Griechisch und Latein ab 1992, ab 2004 Saxo Institut) tätig. Er ist dort nunmehr Professor und leitet dort seit 2009 das Zentrum für Aristotelische Tradition.
Er befasst sich mit der Philosophie des Mittelalters (insbesondere Aristotelesrezeption in der Scholastik) und der mittelalterlichen Logik, mit der griechischen (altgriechischen wie neugriechischen) Sprache und der lateinischen Sprache.
Seit 1982 ist er Herausgeber des Corpus Philosophorum Danicorum Medii Aevi und seit 1982 Herausgeber der Cahiers de l´Institut du moyen-âge grec et latin (CIMAGL). 1992 bis 2000 war er Mitglied des Rats der Société Internationale pour l'étude de la Philosophie Médiévale. 1990 bis 1993 war er Präsident der Dänischen Gesellschaft für Altertums- und Mittelalterforschung (Dansk Selskab for Oldtids- og Middelalderforskning) und seit 1986 Präsident der Buridan Society. 1991 erhielt er den Einar Hansen Preis für herausragende humanistische Forschung.
Seit 1989 ist er Mitglied der Königlich Dänischen Akademie der Wissenschaften. 2014 wurde er in die Academia Europaea gewählt.

## Schriften
- Lehrbuch des modernen Griechisch (dänisch), Kopenhagen, 1970, 2. Auflage 1977
- Commentators and Commentaries on Aristotle’s Sophistici Elenchi: A Study of Post-Aristotelian Ancient and Medieval Writings on Fallacies, Bd. 1–3, Corpus Latinum Commentariorum in Aristotelem Graecorum VII.1-3, Brill, Leiden 1981 (teilweise = Dissertation)
- Ancient scholastic logic as the source of medieval scholastic logic, in: Norman Kretzmann, A. Kenny, Jan Pinborg (Hg.): The Cambridge History of Later Medieval Philosophy, 1982, S. 101–127
- mit Jan Pinborg: Medieval Semantics. Selected Studies on Medieval Logic and Grammar, London, Variorum 1984
- Boethius as an Aristotelian Scholar, in: Jürgen Wiesner (Hg.): Aristoteles, Werk und Wirkung, Bd. 2, S. 286–311, Walter de Gruyter, Berlin 1987
- Mithrsg.: Sprachtheorien in Spätantike und Mittelalter, Bd. 3, in: Peter Schmitter (Hrsg.): Geschichte der Sprachtheorie, Tübingen, Narr 1995
- The Paris Arts Faculty, in: John Marenbon (Hg.): Medieval Philosophy, Routledge 1998 (Routledge History of Philosophy)
- Artikel: Averroism, Boethius of Dacia, Radulphus Brito, Medieval Theories of Language, in: Routledge Encyclopedia of Philosophy, 1998
- Greek-Latin Philosophical Interaction, in: K. Ierodiakonou (Hg.): Byzantine Philosophy and its Ancient Sources, Clarendon Press, Oxford, 2002, S. 15–30
- Dansk middelalderfilosofi ca. 1170–1536, Bd. 1, in: Ebbesen/ C. H. Koch: Den Danske Filosofis Historie, Gyldendal, Kopenhagen 2002
- mit C. H. Koch: Dansk filosofi i renæssancen 1537-1700, Bd. 2, in: Ebbesen/C. H. Koch:  Den Danske Filosofis Historie, Gyldendal, Kopenhagen 2003
- Hrsg. mit R. L. Friedman: John Buridan and Beyond. Topics in the Language Sciences, 1300-1700, Hist.-Filos. Medd., Det Kongelige Danske Videnskabernes Selskab, Bd. 89, 2004
- Greek-Latin Philosophical Interaction: Collected Essays of Sten Ebbesen, Bd. 1, Aldershot: Ashgate, 2008
- Topics in Latin Philosophy from the 12th–14th centuries: Collected Essays of Sten Ebbesen, Band 2, Aldershot: Ashgate, 2009
- The Aristotelian commentator. In: John Marenbon, The Cambridge Companion to Boethius, Cambridge University Press, Cambridge 2009

Textausgaben:
- mit Th. Izbicki, J. Longeway, F. del Punta, Eleonore Stump (Hg.): Simon of Faversham, Quaestiones super Libro Elenchorum, Studies and Texts 60, PIMS: Toronto, 1984
- Incertorum Auctorum Quaestiones super Sophisticos Elenchos, Corpus Philosophorum Danicorum Medii Aevi, Band VII, 1977
- Anonymi Aurelianensis. Commentarium in Sophisticos Elenchos, CIMAGL, Band 34, 1979, S. 1–200

Herausgeber der Ausgabe der Summulae von Johannes Buridan durch die Buridan Society.